# ボス (企業)

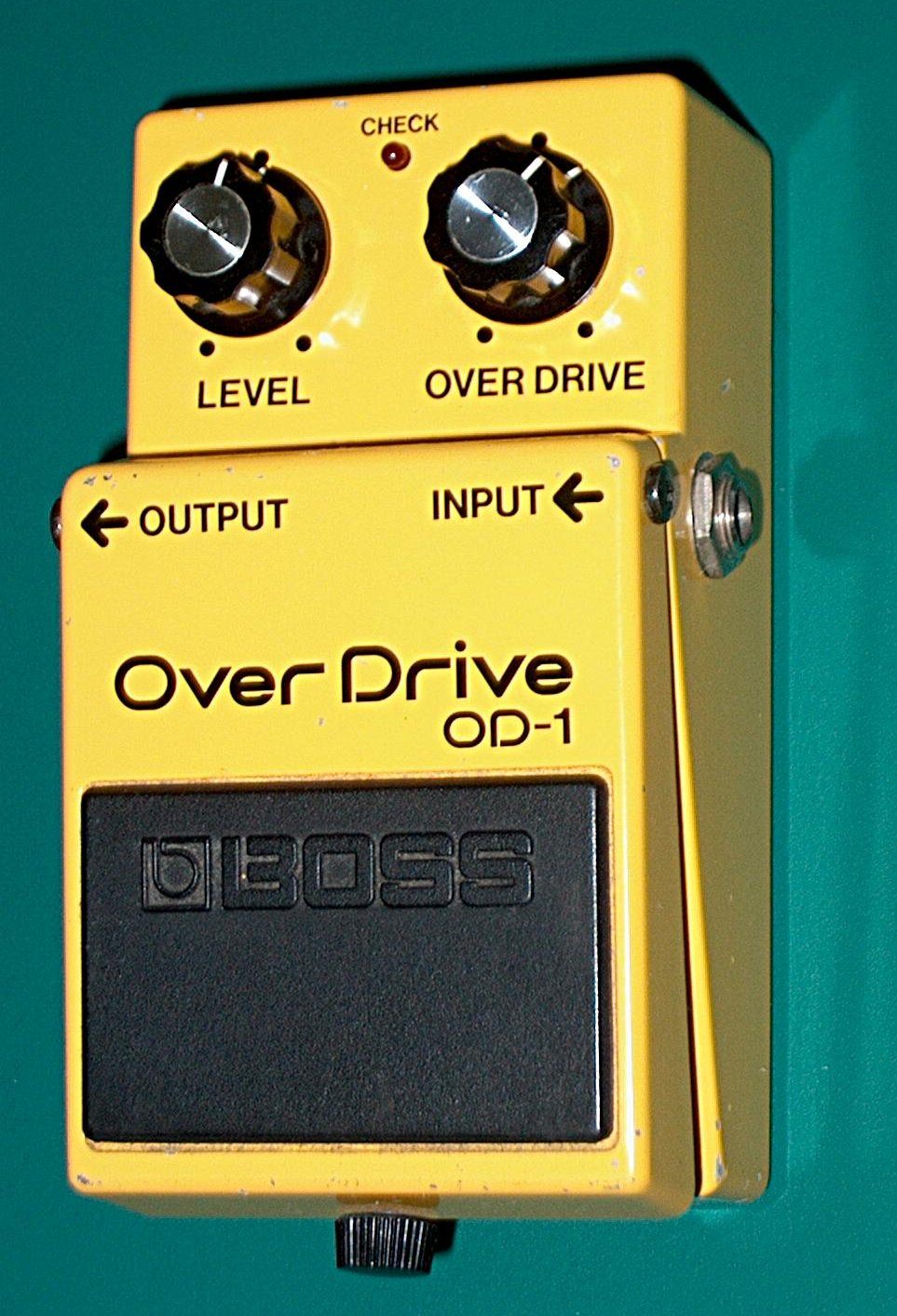
オーバードライブ「OD-1」

ボス株式会社（英: BOSS Corporation）は、ローランドのグループ会社であり、エレクトリック・ギターおよびベース用のエフェクターを主に開発していた。1973年、ローランドの研究開発部門として大阪で創業されたメグ電子株式会社を前身とする。2018年、親会社のローランド株式会社に合併し解散。
合併・解散後、BOSSはローランドにおけるエフェクター等のギター関連製品のブランドとなっている。

## 代表的な製品
代表的なエフェクターとして、コンパクトエフェクターの第1号として発売されたオーバードライブ「OD-1」、マルチエフェクターの「MEシリーズ」「GTシリーズ」などがある。その他にも「SP-1」や「SG-1」などの名機を生み出した。

エフェクター以外では、リズムマシン（Dr.ビート/Dr.リズム シリーズ）やチューナー（TU シリーズ）、ダイレクトボックスの「DI-1」などが、昔からの定番BOSS商品として知られている。製品分野の多岐さや仕様などから、ローランド(株)との相互技術共有による開発・製品化、クロス・ブランドも頻繁に行われていると考えられる。

## エフェクターに対する評価
ボスのコンパクトエフェクターは、プロアマ双方から評価を得ており、多数の新製品が発売され続けている。2013年2月の時点でBOSSのコンパクト・エフェクターがシリーズ累計100機種を突破した。
コンパクトエフェクターの筐体はフルアルミダイカストボディである。メンテナンス性が高い筐体は広く認知されたポピュラーなデザインであり、初代エフェクター発売以降全くモデルチェンジされていない。ローランド株式会社は、この筐体を立体商標として登録している。（登録4167193、登録4167194）

## 近年の製品
近年はハードディスクやフラッシュメモリを使用したマルチトラックレコーダーも多数発売している。また、ギタリストが好みのバッキング曲を流しながら演奏を楽しめる「eBand」や、米フェンダー社の公認を得た歴史的フェンダーアンプのシミュレーター（レジェンド・シリーズ）、演奏フレーズを繰り返し重ねながら一人パフォーマンスができる「Loop Station」など、新たな切り口の製品を発売している。これらの製品の多くでは同社得意のエフェクター技術・モデリング技術が活用されている。またいずれも、ギタリスト向けを意識した比較的シンプルな操作系が特長となっている。

## BOSS事件
ボスのロゴが入っているTシャツ、トレーナーやジャンパー等を自社製品の購入者に配布していたところ、衣服・布製身回品・寝具類で商標登録 第695865号を取得していた大阪市東淀川区の木幡守を原告とする、損害金1,276万6,331円の支払を求める商標権侵害の裁判を起こされる。
しかし、1987年8月26日、大阪地方裁判所において原告の請求棄却の判決がおりた。
以降、ノベルティグッズが商品には該当しないという判例となった。

## 社名の由来
正式な社名の由来は不明だが、社員の間には「エフェクターのペダル部分に『ボス（上司）を踏みつけるような感覚を』という意味が込められている」との言い伝えがある。

## 代表取締役社長
- 2007年4月1日より　伊与田哲司[11]

- 2009年1月1日より　高橋 政雄[12]

- 2011年4月より　田中英一[13]

- 2013年4月より　三木純一[14]

- 2013年7月1日より　池上 嘉宏[15]